# 대방광원각수다라요의경 (보물 제1219-1호)
대방광원각수다라요의경 상1의2,하1의1~2의2(大方廣圓覺修多羅了義經 卷上一之二,下一之一~二之二)은 서울특별시 서대문구, (재)아단문고에 있는 책이다. 대한민국의 보물 제1219-1호로 지정되었다.

## 개요
5권을 2책으로 묶어 간행한 것으로 크기는 권 상이 세로 27cm, 가로 18.2cm 권 하가 세로 27.8cm, 가로 18.2cm이다. 간경도감에서 간행한 책들과 같은 형식인데, 다만 본문을 한글로 풀지 않고 토만 달아 놓았다. 세조 11년(1465)에 정란종의 글씨를 동활자(銅活字)로 만들어서 조합하여 원각경을 찍으려 했지만 억불정책에 의한 영향으로 토만 달게 된 것이다.
이 활자본은 매우 희귀하여 원각경 외에 금강경, 벽암록, 당서 등이 알려지고 있다.

## 같이 보기
- 대방광원각수다라요의경

## 참고 자료
- 대방광원각수다라요의경 상1의2,하1의1~2의2 - 국가유산청 국가유산포털